# Alonso de Ledesma
Alonso de Ledesma (Segovia, 1562 – Segovia, 1623) è stato un poeta e scrittore spagnolo, ricordato come l'iniziatore del concettismo.

## Biografia
La sua poesia si fonda sul gioco ingegnoso, che a volte conduce fino all'assurdo. Fu il primo ad adottare il concetto come forma sistematica di espressione; il suo gioco formale si basa sulla condensazione espressiva, servendosi perciò della polisemia, l'ellissi, la giustapposizione dei contrari o antitesi, il paradosso, e tutto ciò che esige un'acutezza concettuale. Questa estetica fu seguita entusiasticamente da Francisco de Quevedo, Luis Vélez de Guevara e da El diablo cojuelo e la prosa di tipo moralista e satirica di Baltasar Gracián.
Ledesma partecipò a vari concorsi in diverse festività e certami, vincendone parecchi, come quello realizzato nel 1603 a Valladolid in onor della canonizzazione di San Raimundo (dell'Ordine di San Domenico), o nelle Fiestas in onore della nascita di Filippo IV nella medesima città, nel 1605, e nei certami letterari del 1609 a Salamanca e Segovia per la canonizzazione di San Ignacio de Loyola. Fino a 33 geroglifici di Ledesma inserisce Alonso de Salazar nella sua Relación con motivo de la festividad de Salamanca. Si conserva, inoltre, un suo sermone di enigmi.
Scrisse Conceptos espirituales (tre parti, Madrid, 1600, 1608, 1612), che svilupparono vari punti della dottrina cristiana in forma allegorica; l'opera ottiene un tale esito che venne ristampata più di trenta volte solamente nel secolo XVII. Seguirono Juegos de la Noche Buena en cien enigmas (1611), versioni straordinarie dei vecchi villancico e cantares popolari del Basso Medioevo che includono cento enigmi con logogrifi, letreados, paronomasie e giochi di parola. Il Romancero y monstruo imaginado (1615) abbonda in equivoci di acutezza (agudeza). - (Baltasar Gracián lo chiama Divino) -. La sua ultima opera venne edita postuma: gli Epigrammi e Geroglifici della vita di Cristo , dove si inserisce un ampio Colloquio tra la Fama ed Eresma, fiume di Segovia , nei pressi delle grandiosità e antichità della città. Amico di Lope de Vega e conoscitore della lingua aragonese, il bibliografo Francisco Vindel (1937) lo considera come plausible autore del cosiddetto Quijote de Avellaneda.